# Pythagorejské koma
Pythagorejské koma (pythagorejská koma) je rozdíl mezi dvanácti čistými kvintami a sedmi oktávami. V laděních používajících čisté intervaly, v přirozeném ladění, se totiž součet dvanácti čistých kvint nerovná sedmi oktávám. Příklad pro základní tón velké C: dvanáct kvint h#5 (C-G-d-a-e1-h1-f#2-c#3-g#3-d#4-a#4-e#5-h#5) se nerovná sedmi oktávám c6 (C-c-c1-c2-c3-c4-c5-c6). Vyplývá to z toho, že čistá kvinta má poměr frekvencí 3:2 a oktáva 2:1. Matematicky vyjádřeno je tedy pythagorejské koma velmi malý interval, s poměrem kmitočtů
{\displaystyle {\frac {(3:2)^{12}}{(2:1)^{7}}}={\frac {3^{12}}{2^{12+7}}}={\frac {531441}{524288}}\approx 1{,}01364\;}
Po přepočtu do centů:
{\displaystyle 1200\;.\;{\frac {\log(1{,}01364)}{\log(2)}}\approx 23{,}46001\;\mathrm {centu} }
přibližně 23,46 centu, tedy téměř čtvrt půltónu.

V současnosti nejrozšířenějším rovnoměrně temperovaném ladění se již pythagorejské koma nevyskytuje, protože kvinty nejsou čisté, ale temperované, s poměrem frekvencí 27/12:1. Dvanáctá kvinta se pak rovná sedmé oktávě:
{\displaystyle {\frac {(2^{7/12}:1)^{12}}{(2:1)^{7}}}={\frac {2^{7}}{2^{7}}}={\frac {1}{1}}}